# Hydrellia indicae
Hydrellia indicae är en tvåvingeart som beskrevs av Deonier 1978. Hydrellia indicae ingår i släktet Hydrellia och familjen vattenflugor.
Artens utbredningsområde är Pakistan. Inga underarter finns listade i Catalogue of Life.